# Миллер, Иулиан Иванович
Иулиан Иванович Миллер (1861 — ?) — русский военачальник, генерал-майор. Участник похода в Китай 1900—1901 годов и первой мировой войны.

## Биография
Дворянин. Получил образование: общее — в частном учебном заведении (1878), военное — в Одесском пехотном юнкерском училище (1881). В службу вступил 14 июля 1878 года. Направлен в 53-й резервный пехотный кадровый батальон. Прапорщик (3 августа 1881), подпоручик (30 августа 1884).
С 29 апреля 1888 года в Пограничной страже. Поручик (30 августа 1888), штабс-ротмистр (30 августа 1892).
С 18 января 1895 года — помощник старшего адъютанта штаба ОКПС. Ротмистр (6 декабря 1896), подполковник (со старшинством 6 декабря 1900). 
Участник военной кампании 1900-1901 гг. Полковник (15 июля 1900). 
Приказом шефа ОКПС №30 от 8 июня 1904 года назначен заведующим типографией штаба ОКПС. 
Командир отдела 11-й Александровской пограничной бригады с декабря 1909 года.
В 1912-1917 гг. — командир 25-й Черноморской пограничной бригады. Генерал-майор (1911).

## Награды
- орден Св. Станислава 3-й степени (1893)
- орден Св. Владимира 4-й степени (1895)
- орден Св. Анны 3-й степени (1897)
- орден Св. Анны 2-й степени (1900)
- Золотое оружие с надписью «За храбрость и за отличие в делах против китайцев» (1901)
- орден Св. Владимира 3-й степени (1907)
- Орден Св. Анны 1-й степени с мечами (1915)
- Орден Св. Станислава 1-й степени с мечами (1915)
- Орден Св. Равноапостольного Князя Владимира 2-й степени с мечами (1917)